# 9 Pułk Artylerii Haubic
9 pułk artylerii haubic – pułk artylerii polskiej ludowego Wojska Polskiego.
Sformowany w okolicach Sum rozkazem dowódcy 1 Armii Polskiej w ZSRR nr 001 z 1 kwietnia 1944. Przysięgę żołnierze pułku złożyli w listopadzie 1944 w Sumach.

## Dowódca
- ppłk Mikołaj Arnaut

## Skład etatowy
- dowództwo i sztab
- pluton topograficzny
- 1 dywizjon artylerii haubic
  - trzy baterie artylerii haubic
- 2 dywizjon artylerii haubic
  - dwie baterie artylerii haubic
- park artyleryjski

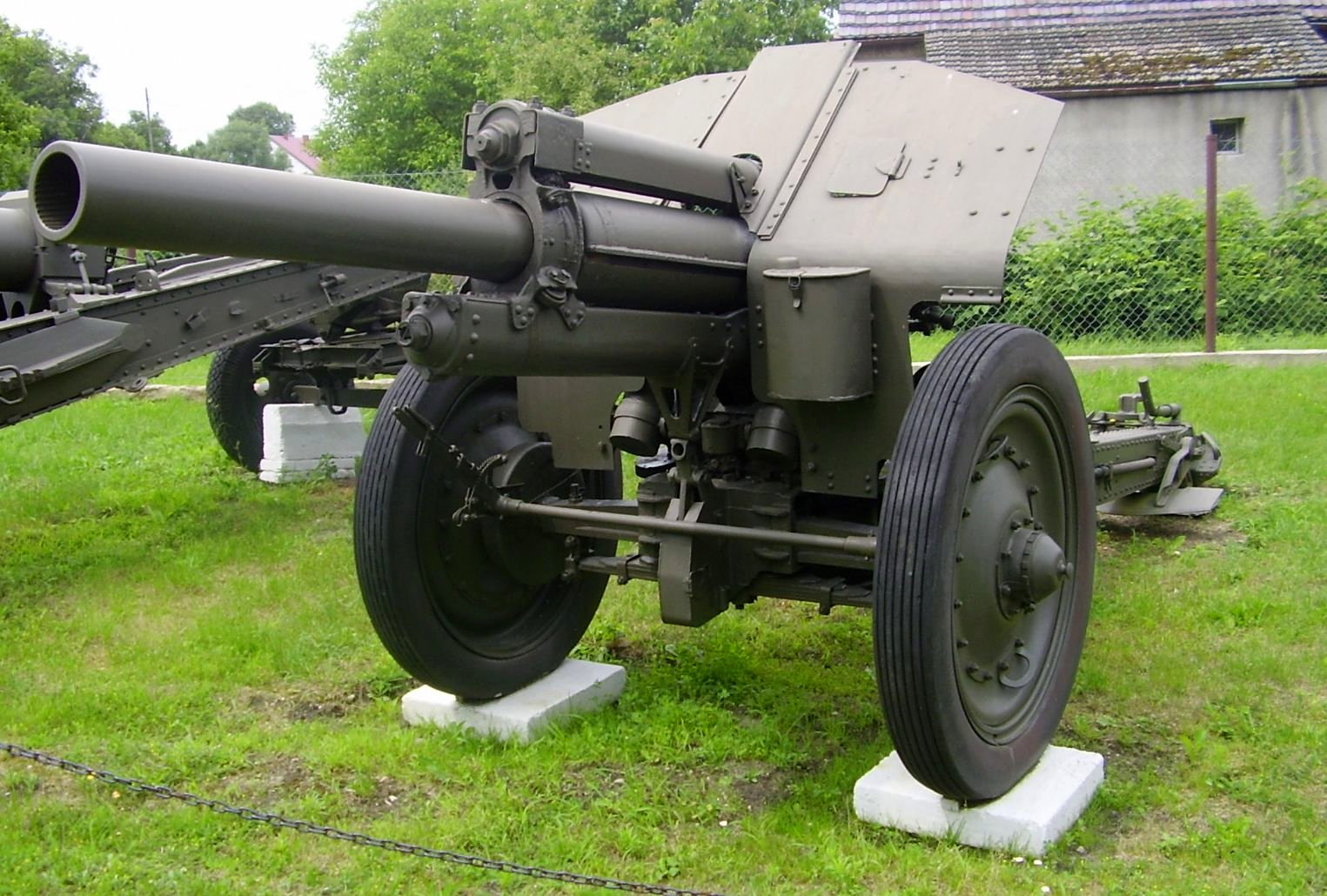
122 mm haubica wz. 1938 (M-30)

żołnierzy – 653  (oficerów – 70, podoficerów – 186, szeregowców – 397)
sprzęt:
- 122 mm haubice – 20
- rusznice przeciwpancerne – 20
- samochody – 53
- ciągniki – 25

## Działania bojowe
Pułk wchodził w skład 2 Brygady Artylerii Haubic.
Wspierał sowiecką piechotę pod Konarami, Przelotem i Magierową Wolą w styczniu 1945.
Na Wale Pomorskim walczył pod  Mirosławcem, Wierzchowem, Żabinem i Żabinkiem. Uczestniczył w bitwie o Kołobrzeg. 
W ramach macierzystej brygady, brał udział w szturmie Berlina, a podczas walk zajmował stanowiska ogniowe na południowym brzegu Alter Berlin-Spandauer Schiffarsts-Kanal. 27 i 28 kwietnia ostrzeliwał umocnienia w głębi obrony nieprzyjaciela w dzielnicach Moabit i Wedding, w rejonie Goebbels Platz, Siemenss Platz i szkoły oficerskiej. Wspierał do 29 kwietnia działania 48 Brygady Pancernej 12 Korpusu Pancernego Gwardii. Od 30 kwietnia współdziałał z 3 pp 1 DP. Pluton rozpoznawczy pułku 30 kwietnia w nocy przeprawił się na drugi brzeg kanału i wziął do niewoli podoficera niemieckiego.
Szlak bojowy zakończył 8 maja pod Klessen, 30 km od Łaby.
|  |  |  |  |  |

|  |  |  |